# Rudashevskyit
Rudashevskyit ist ein sehr seltenes Mineral aus der Mineralklasse der Sulfide und Sulfosalze. Es kristallisiert im kubischen Kristallsystem mit der chemischen Zusammensetzung (Fe,Zn)S und bildet polykristalline, 5-120 μm große Körner von schwarzer Farbe.

## Etymologie und Geschichte
Das Mineral wurde erstmals 2005 von Sergey N. Britvin, Alla N. Bogdanova, Maya M. Boldyreva und Galina Y. Aksenova im Indarch-Meteorit bei Şuşa in Aserbaidschan (Bergkarabach) gefunden. Sie benannten es nach dem russischen Mineralogen N.S. Rudashevsky. 

## Klassifikation
In der veralteten 8. Auflage der Mineralsystematik nach Strunz war der Rudashevskyit noch nicht aufgeführt.
In der zuletzt 2018 überarbeiteten Lapis-Systematik nach Stefan Weiß, die formal auf der alten Systematik von Karl Hugo Strunz in der 8. Auflage basiert, erhielt das Mineral die System- und Mineralnummer II/C.01-005. Dies entspricht der Klasse der „Sulfide und Sulfosalze“ und dort der Abteilung „Sulfide mit dem Stoffmengenverhältnis Metall : S,Se,Te ≈ 1 : 1“, wo Rudashevskyit zusammen mit Browneit, Coloradoit, Hawleyit, Ishiharait, Metacinnabarit, Polhemusit, Sphalerit, Stilleit und Tiemannit die „Sphaleritgruppe“ mit der Systemnummer II/C.01 bildet.
Die von der International Mineralogical Association (IMA) zuletzt 2009 aktualisierte 9. Auflage der Strunz’schen Mineralsystematik ordnet den Rudashevskyit in die Klasse der „Sulfide und Sulfosalze (Sulfide, Selenide, Telluride, Arsenide, Antimonide, Bismutide, Sulfarsenide, Sulfantimonide, Sulfbismutide)“ und dort in die Abteilung „Metallsulfide, M : S = 1 : 1 (und ähnliche)“ ein. Hier ist das Mineral in der Unterabteilung „mit Zink (Zn), Eisen (Fe), Kupfer (Cu), Silber (Ag) usw.“ zu finden, wo es zusammen mit Coloradoit, Hawleyit, Metacinnabarit, Sphalerit, Stilleit und Tiemannit die „Sphaleritgruppe“ mit der Systemnummer 2.CB.05a bildet.
In der vorwiegend im englischen Sprachraum gebräuchlichen Systematik der Minerale nach Dana hat Rudashevskyit die System- und Mineralnummer 02.08.02.07. Das entspricht der Klasse der „Sulfide und Sulfosalze“ und dort der Abteilung „Sulfidminerale“. Hier findet er sich innerhalb der Unterabteilung „Sulfide – einschließlich Seleniden und Telluriden – mit der Zusammensetzung AmBnXp, mit (m+n):p=1:1“ in der „Sphaleritgruppe (Isometrisch: F43m)“, in der auch Sphalerit, Stilleit, Metacinnabarit, Tiemannit, Coloradoit und Hawleyit eingeordnet sind.

## Bildung und Fundorte
Rudashevskyit bildete sich in einer Begleitphase des Indarch-Meteoriten. Es ist vergesellschaftet mit Klinoenstatit, Kamacit, Troilit, Oldhamit, Niningerit, Schreibersit und Roedderit.
Es ist lediglich die Typlokalität als Fundort bekannt. 

## Kristallstruktur

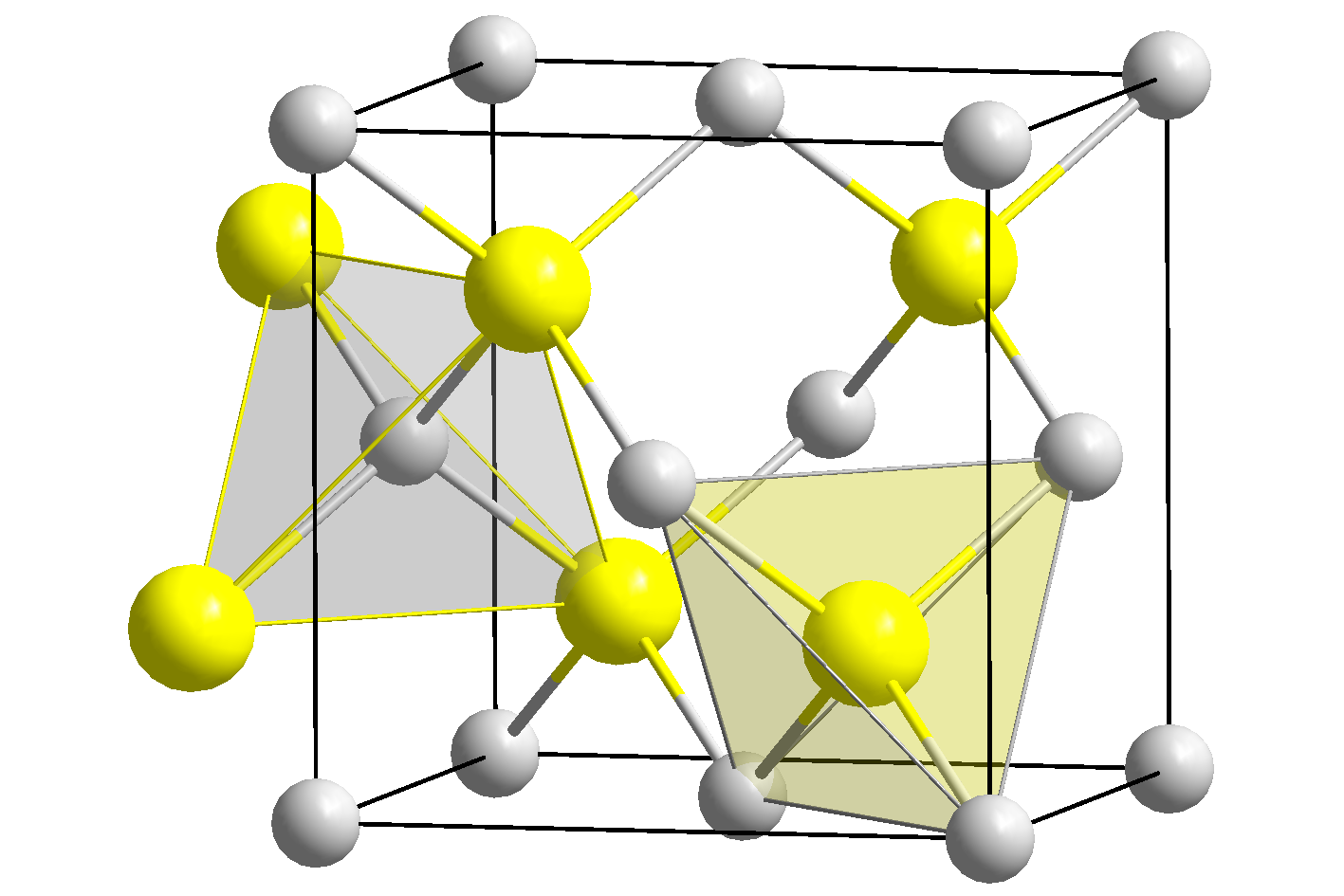
Kristallstruktur von Rudashevskyit

Rudashevskyit kristallisiert im kubischen Kristallsystem in der Raumgruppe {\displaystyle F{\bar {4}}3m} mit dem Gitterparameter a = 5,426 Å sowie vier Formeleinheiten pro Elementarzelle. Die Struktur entspricht damit der Sphalerit-Struktur.